# Humanity: Hour I
Humanity: Hour I és el 19è àlbum d'estudi del grup de Heavy Metal alemany Scorpions, publicat el 2007.

## Llista de cançons
Totes les cançons són escrites per Rudolf Schenker i Klaus Meine, excepte les que s'especifiquen.
1. "Hour I" - 03:26 (Rudolf Schenker/James Michael/Desmond Child/John. 5)
2. "The Game Of Life" - 04:04 (Klaus Meine/Child/Mikael Nord Andersson/Martin Hansen)
3. "We Were Born To Fly" - 03:59 (Matthias Jabs/Eric Bazilian/Marti Frederiksen)
4. "The Future Never Dies" - 04:03 (Meine/Child/Bazilian/Jason Paige/Russ Irwin)
5. "You're Lovin' Me To Death" - 03:15 (Schenker/Child/Andreas Carlsson/Bazilian)
6. "321" - 03:53 (Schenker/Child/Frederiksen/Paige)
7. "Love Will Keep Us Alive" - 04:32 (Meine/Child/Bazilian/Frederiksen)
8. "We Will Rise Again" - 03:49 (Jabs/Michael/Paige/Child)
9. "Your Last Song" - 03:44 (Schenker/Child/Bazilian)
10. "Love Is War" - 04:20 (Jabs/Michael/Child/Frederiksen)
11. "The Cross" - 04:28 (Jabs/Michael/Child/Frederiksen)
12. "Humanity" - 05:26 (Meine/Child/Bazilian)
13. "Cold"* - 03:52 (Jabs/Child/Bazilian/Frederiksen)
14. "Humanity" (Radio Edit)* - 04:06 (Meine/Child/Bazilian)
15. "Love Will Keep Us Alive" (Radio Edit)* - 04:32 (Meine/Child/Bazilian/Frederiksen)

* Les cançons extra en l'Edició Limitada, LP i àlbum japonès.

## Formació
- Klaus Meine: Cantant
- Rudolf Schenker: Guitarra
- Matthias Jabs: Guitarra
- James Kottak: bateria
- Pawel Maciwoda: baix

### Convidats
- Billy Corgan: Cantant a "The Cross"
- Eric Bazilian: Guitarra, "Love Will Keep Us Alive"
- John 5: Guitarra, "Hour I"
- Russ Irwin: Piano, "The Future Never Dies"

## Èxits

### Àlbum
| Any  | Tipus/país        | Posició |
| ---- | ----------------- | ------- |
| 2007 | Grècia            | 1       |
| 2007 | Rússia            | 5       |
| 2007 | Argentina         | 8       |
| 2007 | Alemanya          | 9       |
| 2007 | Japó              | 16      |
| 2007 | Suïssa            | 27      |
| 2007 | Finlàndia         | 29      |
| 2007 | Canadà            | 40      |
| 2007 | Àustria           | 41      |
| 2007 | Itàlia            | 44      |
| 2007 | República Txeca   | 47      |
| 2007 | Espanya           | 59      |
| 2007 | The Billboard 200 | 63      |
| 2007 | Holanda           | 91      |
| 2007 | Mèxic             | 97      |